# Papaipema matheri
Papaipema matheri là một loài bướm đêm trong họ Noctuidae.